# Dmytro Karyuchenko
Dmytro Karyuchenko (né le 15 janvier 1980 à Kharkiv) est un escrimeur ukrainien pratiquant l'épée. Il a participé aux Jeux olympiques de 2004. Il a remporté la médaille d'or lors du Grand prix 2006 à Koweït en battant Ulrich Robeiri en finale.

## Palmarès
- Championnats du monde
  -  Championnats du monde d'escrime 2015, épée par équipes.
  -  Championnats du monde d'escrime 2013, épée par équipes.
  -  Championnats du monde d'escrime 2005, épée par équipes.
  -  Championnats du monde d'escrime 2006, épée par équipes.

- Championnats d'Europe
  -  Championnats d'Europe d'escrime 2001, épée par équipes.
  -  Championnats d'Europe d'escrime 2003, épée par équipes.
  -  Championnats d'Europe d'escrime 2010, épée par équipes.
  -  Championnats d'Europe d'escrime 2002, épée par équipes.
  -  Championnats d'Europe d'escrime 2012, épée par équipes.
  -  Championnats d'Europe d'escrime 2013, épée par équipes.
  -  Championnats d'Europe d'escrime 2016, épée par équipes.